# Gare de Roscoff
Gare de Roscoff vasútállomás Franciaországban, Roscoff településen.

## Vasútvonalak
Az állomást az alábbi vasútvonalak érintik:
- Morlaix-Roscoff-vasútvonal

## Kapcsolódó állomások
A vasútállomáshoz az alábbi állomások vannak a legközelebb:
- Gare de Saint-Pol-de-Léon (Gare de Morlaix, Morlaix-Roscoff-vasútvonal)